# Madeleine Berthodová
Madeleine Chamot-Berthod (* 1. února 1931, Château-d’Oex) je bývalá švýcarská alpská lyžařka.
Na olympijských hrách v Cortině d'Ampezzo roku 1956 vyhrála závod ve sjezdu. Zvítězila v den svých narozenin, a to s rekordním náskokem 4,7 sekundy. Na těchto hrách se neudělovala olympijská medaile v kombinaci, nicméně hry byly zároveň mistrovstvím světa a kombinaci zde vyhrála, takže si připsala titul světové šampiónky. Z mistrovství světa má i dvě stříbra, v kombinaci a obřím slalomu, obě medaile získala na šampionátu v Åre roku 1954. Je rovněž šestinásobnou mistryní Švýcarska. V roce 1956 byla zvolena švýcarským sportovcem roku.